# Stör ej-skylt

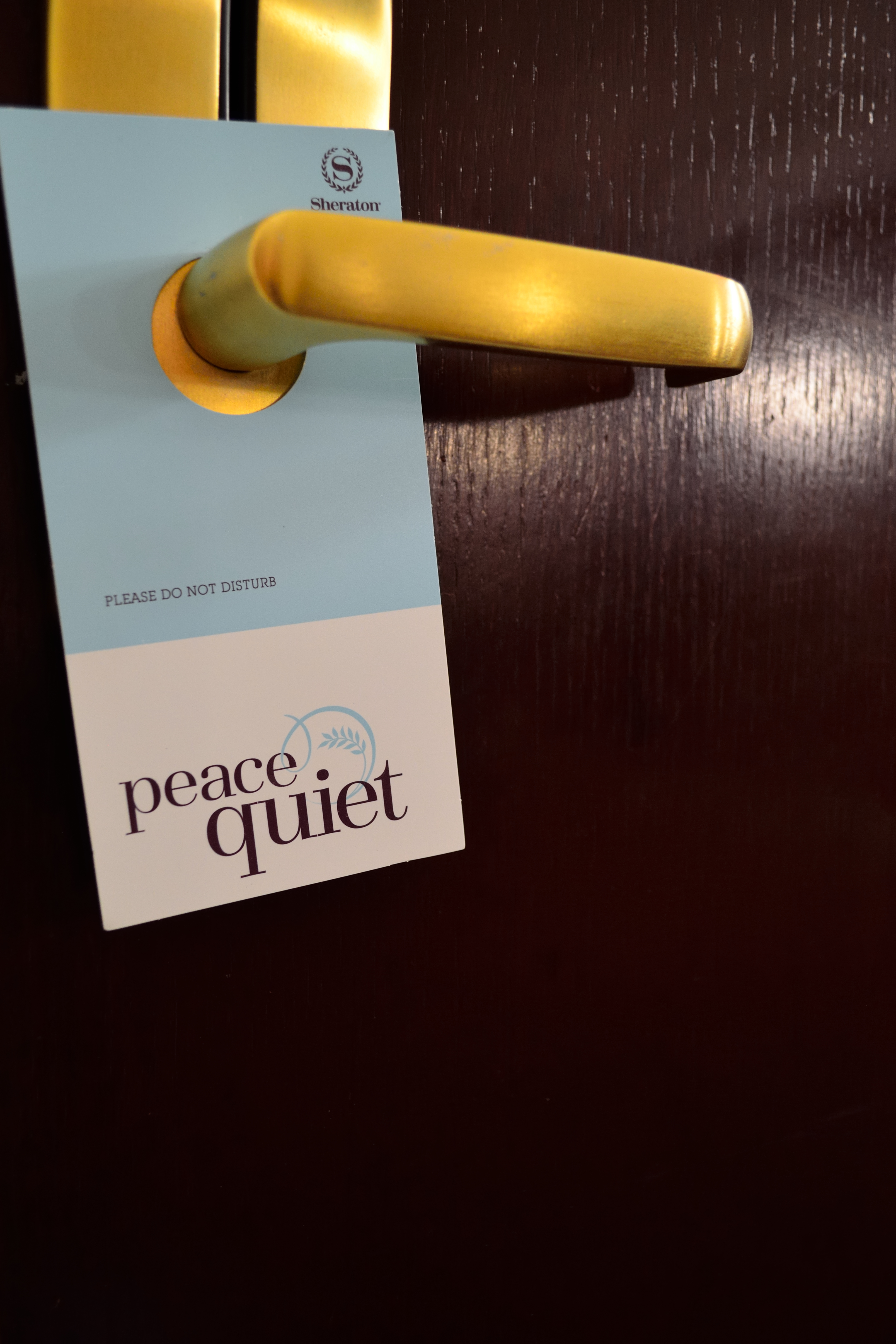
En vanlig "Stör ej"-skylt på ett hotell.

"Stör ej"-skylt på flera språk.

En Stör ej-skylt är en skylt av plast eller kartong, vanligtvis rektangulärt utformad och beskuren för att kunna hängas i handtaget på en dörr. Dörrhängare syns oftast på hotell och andra övernattningsplatser som ett sätt för gäster att kommunicera med personalen.

## Användningsområden
En vanlig plats där "stör ej"-skyltar används är på övernattningsplatser, där gästerna kan placera dessa skyltar på dörren för att informera personalen, inklusive städpersonalen, att ta hänsyn till deras personliga integritet. Vissa hotell har även skyltar som uppmanar till att städa rummet.
De används även på skolor för att meddela annan personal och studenter på skolan om att prov pågår i det särskilda klassrummet.

## Problem
I vissa fall har en "stör ej"-skylt på dörren till ett hotellrum kritiserats för att ha dolt ett mord, misstänkt dödsfall eller andra brott.
2009 kritiserades en "stör ej"-skylt för att ha dolt försvinnandet av ett äldre par på ett linjefartyg.

## Alternativ

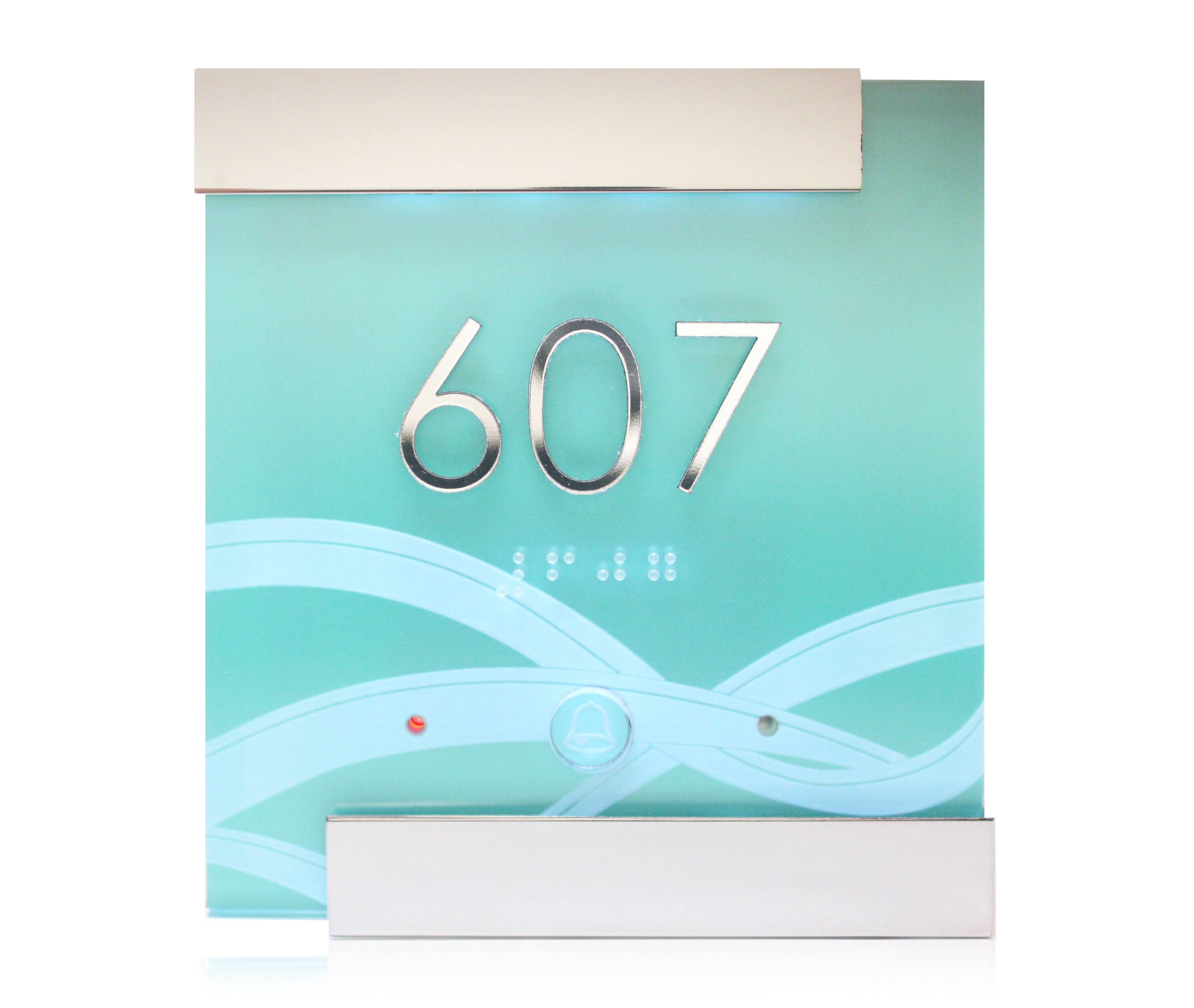
En elektronisk "stör ej"-indikator (den tända röda lampan är en signal för hotellpersonal).

Vissa hotell använder moderna medel för att ersätta pappersskyltar som hänger på dörren. Ett exempel är en integritetsknapp som man kan trycka på inuti rummet för att tända en indikator utanför rummet.

## Annonsering
Nyligen har hotell använt "stör ej"-skyltar som ett sätt att marknadsföra sig själva och tillhandahålla billig annonsering.
2007 höll Embassy Suites en tävling som lät allmänheten designa "stör ej"-skyltar. Vinnare offentliggjordes 2008.